# Flyana Boss
Flyana Boss — американський хіп-хоп дует з Лос-Анджелеса, штат Каліфорнія.
Дует складається з Боббі ЛаНеа Тейлор (Bobbi LaNea Taylor) і Фолаян Омі Кунереде (Folayan Omi Kunerede).
Вони підписали контракт з лейблом Atlantic Records у 2021 році.
Пісня дуету, «You Wish», набула популярності в Інтернеті у 2023 році.

## Історія
Боббі ЛаНеа Тейлор і Фолаян Омі Кунереде познайомилися під час навчання в Інституті музикантів на Голлівудському бульварі в Каліфорнії, де вони й заснували дует Flyana Boss.
Боббі ЛаНеа з Детройта, штат Мічиган. Фолаян із Далласа, Техас. 
Назва гурту — це перекручування імені співачки та актриси Даяни Росс.
Вони підписали контракт з лейблом Atlantic Records у липні 2021 року після того, як їхній звукозаписний лейбл Vnclm_ створив спільне підприємство з Atlantic Records.
У лютому 2023 року гурт випустив мініальбом Boffum, що включає пісні «Nu Nu» і «Really Really».
У червні 2023 року гурт випустив мініальбом Make It A Double, який складається з пісень «You Wish» і «Trashboi». Пісня «You Wish» стала вірусною після створення серії відеороликів, записаних відеооператором Flyana Boss, Еваном Блюмом (Evan Blum), у яких дует пробігає різними місцями, зокрема Світом Уолта Діснея, пірсом Санта-Моніки та Голлівудською алеєю слави. Гурт почав розміщувати відеоролики у своєму обліковому записі TikTok у червні 2023 року. Коли на початку липня 2023 року шанувальники розкритикували повторюваний характер їхнього контенту TikTok для пісні «You Wish», Міссі Елліотт (Missy Elliott) виступила на їхній захист, заявивши, що це «тактика старої школи», а зміни оточення часто «спантеличують» людей.
Дует підтримував Жанель Моне (Janelle Monáe) у турі «The Age of Pleasure Tour».

## Дискографія

### Мініальбоми
| Назва                | Додаткова інформація                                                                      |
| -------------------- | ----------------------------------------------------------------------------------------- |
| Boffum               | - Реліз: 24 лютого, 2023 - Лейбл: Vnclm_, Atlantic - Формат: Streaming, digital download  |
| Vitamin FB           | - Реліз: 28 квітня, 2023 - Лейбл: Vnclm_, Atlantic - Формат: Streaming, digital download  |
| Make It A Double     | - Реліз: 16 червня, 2023 - Лейбл: Vnclm_, Atlantic - Формат: Streaming, digital download  |
| This Ain't The Album | - Реліз: 29 березня, 2024 - Лейбл: Vnclm_, Atlantic - Формат: Streaming, digital download |

### Сингли

#### Як головний виконавець
| Назва                                      | Рік  | Альбом            |
| ------------------------------------------ | ---- | ----------------- |
| "Bossi"                                    | 2019 | Non-album singles |
| "Ring Around"                              | 2020 | Non-album singles |
| "Move Back!"                               | 2020 | Non-album singles |
| "Jenny"                                    | 2020 | Non-album singles |
| "Jingle Dem Bells"                         | 2020 | Non-album singles |
| "Daddy?"                                   | 2021 | Non-album singles |
| "Olé"                                      | 2021 | Non-album singles |
| "Bounce It"                                | 2021 | Non-album singles |
| "Miss Me"                                  | 2022 | Non-album singles |
| "All Eyes on Me" (with Marky Style)        | 2022 | Non-album singles |
| "Mango Bananas"                            | 2022 | Non-album singles |
| "Buddha"                                   | 2022 | Non-album singles |
| "Really Really"                            | 2023 | Non-album singles |
| "Nu Nu"                                    | 2023 | Non-album singles |
| "Hot Tea"                                  | 2023 | Non-album singles |
| "Fondue"                                   | 2023 | Non-album singles |
| "You Wish"                                 | 2023 | Non-album singles |
| "Trashboi"                                 | 2023 | Non-album singles |
| "You Wish (with Missy Elliott and Kaliii)" | 2023 | Non-album singles |
| "Bitch Imma Star"                          | 2023 | Non-album singles |
| "Big One"                                  | 2023 | Non-album singles |
| "UFHO"                                     | 2023 | Non-album singles |
| "Candyman"                                 | 2024 | Non-album singles |
| "Yeaaa"                                    | 2024 | Non-album singles |
| "Money At"                                 | 2024 | Non-album singles |

#### Як відомий виконавець
| Назва                                       | Рік  | Альбом         |
| ------------------------------------------- | ---- | -------------- |
| "Boomerang" (Nikitaa featuring Flyana Boss) | 2021 | High Priestess |

#### Фолаян, як сольний виконавець
| Назва                                                         | Рік  | Альбом            |
| ------------------------------------------------------------- | ---- | ----------------- |
| "All She Want" (Ramaj Eroc featuring Folayan & Lyrik Luciano) | 2018 | Non-album singles |

## Тури

### Як хедлайнер
- The Bosstanical Garden Tour (2024)[13]

### У якості підтримки
- Janelle Monáe – Age of Pleasure Tour (2023)